# Bajkálmelléki járás

A Bajkálmelléki járás Burjátiában

A Bajkálmelléki járás (oroszul Прибайкальский район, burját nyelven Байгал шадар аймаг) Oroszország egyik járása a Burját Köztársaságban, székhelye Turuntajevo falu.

## Népesség
- 2002-ben 28 651 lakosa volt, melynek 94,6%-a orosz, 2,8%-a burját.
- 2010-ben 26 856 lakosa volt, melyből 25 156 orosz, 598 burját, 119 ukrán, 100 tatár, 42 örmény, 32 fehérorosz, 22 mordvin, 20 cigány, 20 német stb.